# Maison du PDCI-RDA
La Maison du PDCI-RDA est un bâtiment situé à Yamoussoukro, la capitale politique de la Côte d'Ivoire, qui abritait les principaux événements du Parti démocratique de Côte d'Ivoire (PDCI) lorsque celui-ci était le parti unique. Elle a été inaugurée en 1972 et est devenue l'Institut d'études politiques du PDCI-RDA en 1998. Le bâtiment a été abandonné et tombe aujourd'hui en ruines. 

## Construction
Commencé en 1970 et achevé deux ans plus tard, le bâtiment a été inauguré le 12 septembre 1972 par le président de la République Félix Houphouët-Boigny accompagné de Philippe Yacé, alors président de l'Assemblée nationale et secrétaire général du parti. L'Hôtel Président est inauguré le même jour.
Ces réalisations constituaient les deux premiers maillons édifiés au cœur d'un nouveau quartier conçu pour la réflexion, les séminaires, les conférences, la recherche intellectuelle mais aussi le tourisme. Vinrent bientôt s'ajouter à cet ensemble la Fondation Félix-Houphouët-Boigny et le golf, tandis que les projets de Maison de l'Artisanat et de nouvel hôtel ultra-moderne de 300 chambres sont restés dans les cartons.
Les architectes sont Olivier-Clément Cacoub et Yves Roa, architectes associés, H. Krieg et D. Lenci, architectes collaborateurs. Ma décoration de la première partie a été conçue par Robert Dal Sasso, celle de l'extension par le bureau Inter Art. La construction a été réalisée par l'entreprise générale Sonitra.
Quelques concepts architecturaux ont été testés ici avant d'être réemployés par exemple à l'INSET. Les longues galeries couvertes sont particulièrement adaptées à la fois au soleil tropical mais aussi aux pluies qui peuvent être à la fois puissantes et durer des journées entières. En journée, les jets d'eau sont particulièrement appréciables.

## Historique
Ce bâtiment qui servit aussi de Palais des Congrès, a été témoin d'événements extrêmement importants dans la vie du Parti, notamment lorsqu'il était le parti unique.
Il est devenu le 7 novembre 1998 l'Institut d'études politiques du PDCI-RDA, inauguré par le Président Henri Konan Bédié. 
L'importance des congrès et rassemblements, nationaux et internationaux, qui se tenaient à la Maison du Parti de Yamoussoukro, a rendu nécessaire l'adjonction de deux ailes symétriques qui, reliées au bâtiment central par des galeries couvertes, en ont été suffisamment éloignées pour que ne soit pas détruite l'harmonie architecturale du bâtiment originel.
Ces ailes, dont l'édification devait s'achever début 1980, occupent chacune 2000 mètres carrés. Elles comportent l'une et l'autre un sous-sol pour les locaux techniques et d'archives, au rez-de-chaussée un hall d'entrée et diverses salles et bureaux dont deux salles aménagées en gradins de 200 places dans l'aile A et 400 places dans l'aile B. A l'étage se trouvent de nombreux bureaux pour délégués, d'autres de secrétariat, des salles de réunions et d'archives.
Après la transition militaire, une session de l’assemblée nationale s’est tenue dans ce palais courant 2001.
Durant la guerre civile, à partir de 2002, le bâtiment a servi de lieu de cantonnement à des forces gouvernementales et à accueillir les mutilés de guerre. Il a ensuite été pillé et aujourd'hui tombe en ruines.
En avril 2022, des travaux de réhabilitation étaient en cours.

## Description
La Maison du Parti est située entre le Président Golf Club et la Fondation Félix Houphouët-Boigny pour la Recherche de la Paix. Elle se trouve au milieu d'un parc de dix-huit hectares, sur une colline d'où la vue s'étend sur une grande partie de Yamoussoukro.
Le bâtiment principal, de 4000 mètres carrés au sol, comprend essentiellement une salle des congrès en forme de rotonde d'une capacité de mille places, surmontée, à 16 mètres de hauteur, d'une couronne circulaire en aluminium doré de 30 mètres de diamètre.
Cette salle des congrès, d'une décoration particulièrement soignée, éclairée en son centre par un lustre de 6 mètres de diamètre, est desservie par un grand hall, lui-même encadré de pièces d'eau. Ce hall donnait aussi accès au bureau présidentiel et à son salon d'attente, à un bar-foyer, à une salle de conférences pour 70 personnes et, en mezzanine, au bureau du vice-président et à son secrétariat, à une salle de conférences de 30 places, à trois salles de commissions pour 10 personnes et à deux salles de presse.